# Бокситогорское городское поселение
Бокситого́рское городско́е поселе́ние — муниципальное образование в составе Бокситогорского района Ленинградской области. Административный центр — город Бокситогорск.

## Географические данные
Площадь поселения составляет 213 км². Расположено в западной части района.
По территории поселения проходят автодороги:
- А114 (Вологда — Новая Ладога)
- 41К-039 (Бокситогорск — Батьково)
- 41К-042 (подъезд к г. Бокситогорск)

## История
Бокситогорское городское поселение образовано 1 января 2006 года в соответствии с областным законом № 78-оз от 26 октября 2004 года «Об установлении границ и наделении соответствующим статусом муниципального образования Бокситогорский муниципальный район и муниципальных образований в его составе», в его состав вошёл город Бокситогорск и часть населённых пунктов бывшей Борской волости.

## Население
| 2006    | 2010    | 2011    | 2012    | 2013    | 2014    |
| ------- | ------- | ------- | ------- | ------- | ------- |
| 17 100  | ↘16 771 | ↘16 716 | ↘16 378 | ↘16 221 | ↘16 105 |
| 2015    | 2016    | 2017    | 2018    | 2019    | 2020    |
| ↘15 587 | ↘15 548 | ↘15 516 | ↘15 487 | ↘15 370 | ↘15 200 |
| 2021    | 2023    | 2024    | 2025    |         |         |
| ↗16 465 | ↘15 960 | ↘15 764 | ↘15 560 |         |         |

## Состав городского поселения
| №  | Населённый пункт | Тип населённого пункта        | Население      |
| -- | ---------------- | ----------------------------- | -------------- |
| 1  | Батьково         | деревня                       | ↗30 (2017)     |
| 2  | Бокситогорск     | город, административный центр | ↘15 292 (2025) |
| 3  | Горка            | деревня                       | ↗17 (2017)     |
| 4  | Известковая      | деревня                       | ↘4 (2017)      |
| 5  | Кондратово       | деревня                       | ↗4 (2017)      |
| 6  | Нижница          | деревня                       | ↗49 (2017)     |
| 7  | Новое            | деревня                       | ↗5 (2017)      |
| 8  | Сенно            | деревня                       | ↗10 (2017)     |
| 9  | Сёгла            | деревня                       | ↗190 (2017)    |
| 10 | Симоново         | деревня                       | ↗7 (2017)      |
| 11 | Усадище          | деревня                       | ↗21 (2017)     |